# Káciň
Káciň (od roku 1924 do roku 1950 též Kačín) je vesnice, část obce Dolní Hbity v okrese Příbram ve Středočeském kraji. Nachází se asi čtyři kilometry západně od Dolních Hbit. Vesnicí protéká Vápenický potok. Je zde evidováno 68 adres. V roce 2011 zde trvale žilo 99 obyvatel.
Káciň je také název katastrálního území o rozloze 4,03 km².
V roce 2018 proběhla zdařilá obnova kaple na návsi.

## Historie

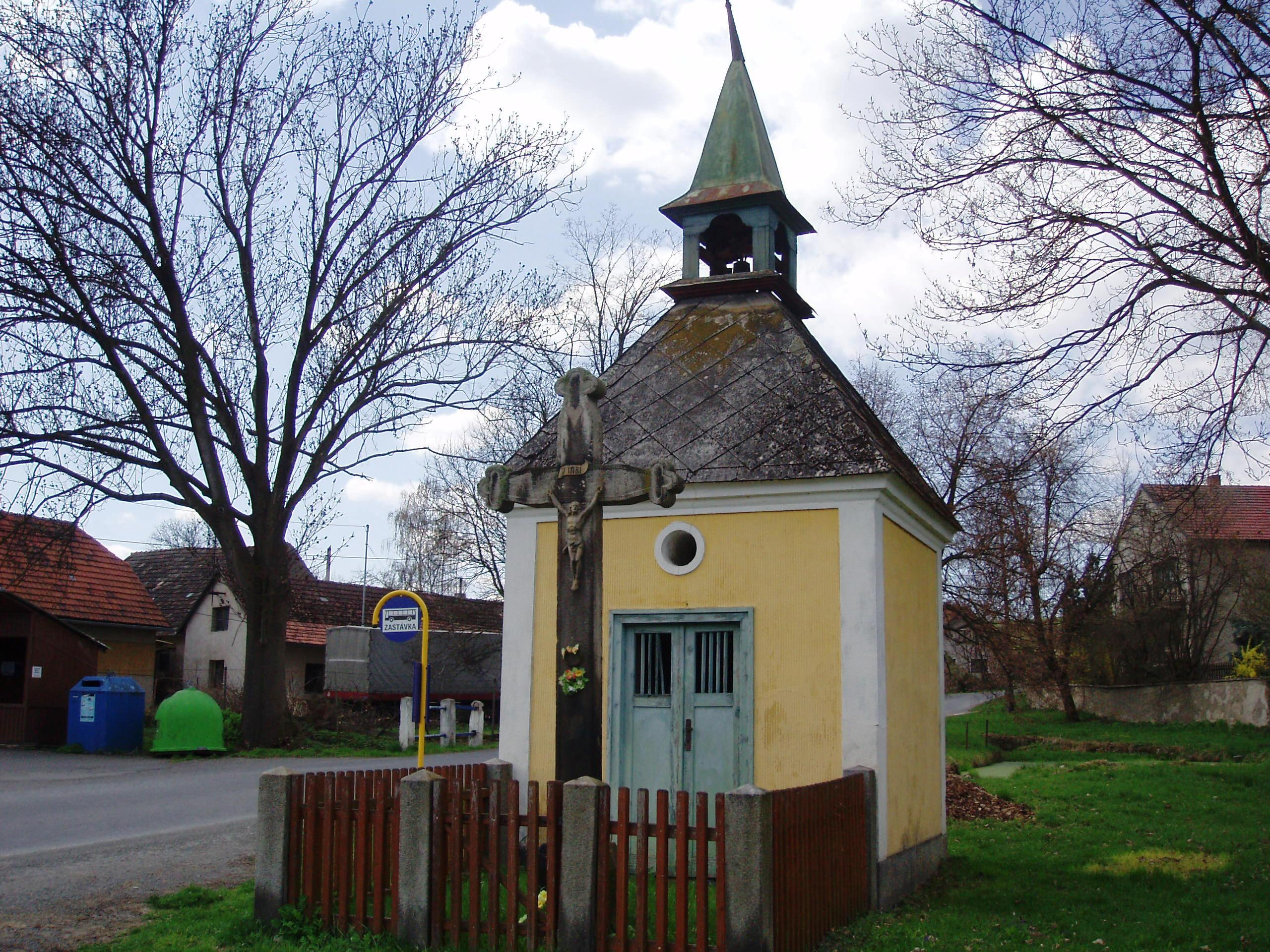
Kaple

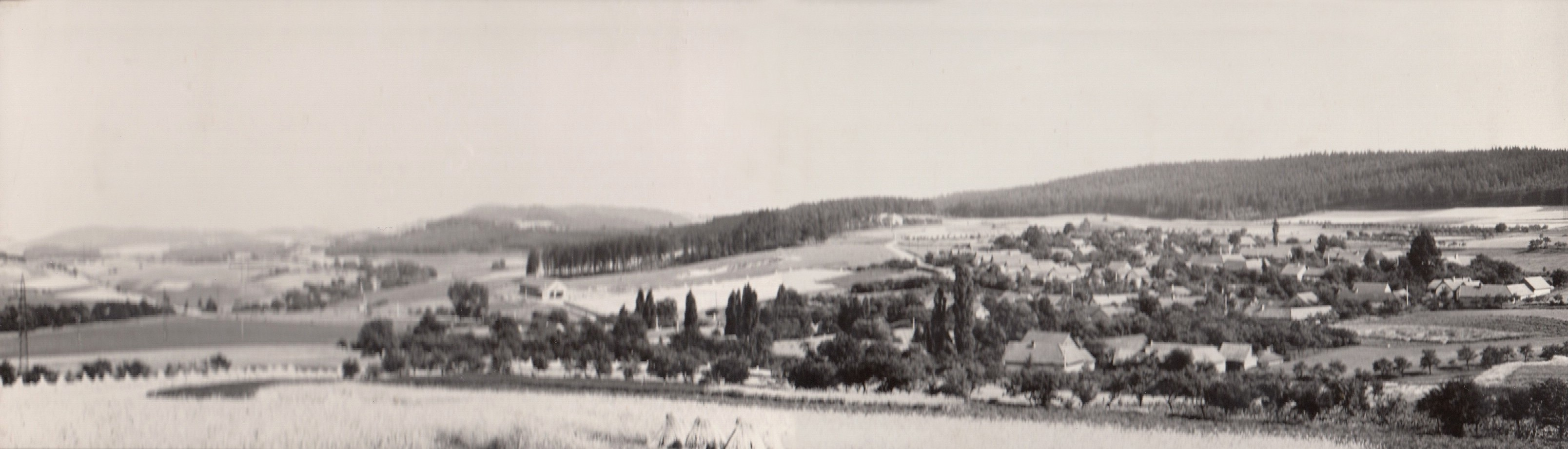
pohled z roku 1950

První písemná zmínka o vesnici pochází z roku 1788.

## Obyvatelstvo
| Rok            | 1869 | 1880 | 1890 | 1900 | 1910 | 1921 | 1930 | 1950 | 1961 | 1970 | 1980 | 1991 | 2001 | 2011 | 2021 |
| -------------- | ---- | ---- | ---- | ---- | ---- | ---- | ---- | ---- | ---- | ---- | ---- | ---- | ---- | ---- | ---- |
| Počet obyvatel | 290  | 329  | 301  | 306  | 310  | 329  | 301  | 237  | 220  | 185  | 150  | 130  | 105  | 99   | 119  |
| Počet domů     | 40   | 43   | 46   | 52   | 55   | 59   | 59   | 62   | 59   | 56   | 48   | 52   | 54   | 56   | 63   |

## Obecní správa
Při sčítání lidu v letech 1850–1948 Káciň byla osadou obce Jablonná v okrese Příbram. V letech 1948–1979 byla samostatnou obcí v okrese Příbram. Od 1. ledna 1980 je částí obce Dolní Hbity v okrese Příbram.